# Eschiambor
Eschiambor (ou Eschiembor, Eschiambot) est un village du Cameroun situé dans le département du Haut-Nyong (région de l'Est). Il appartient à la commune de Lomié et au canton de Nzime-Centre.

## Population
Lors du recensement de 2005, le village comptait 477 habitants, dont 243 hommes et 234 femmes.
En 1964-1965, Eschiambor comptait 148 habitants, d'ethnie Dzimou.

## Économie et infrastructures
Comme tous les villages de la commune de Lomié, Eschiambor a pour principales activités l'agriculture vivrière (destinée à faire vivre les populations) et l'agriculture de rente (destinée à la vente). Une partie des revenus des habitants provient également de l'activité forestière : le village est entouré d'une forêt communautaire de 5 069 ha située entre une deux concessions d'exploitation forestière, dont une certifiée FSC, à proximité de la réserve de biosphère du Dja.
En 1965, Eschiambor était situé sur la piste de Lomié à Ngoyla. On y trouvait un carrefour vers Zoulabot et vers Yokadouma. Le village accueillait une poste agricole, un marché périodique et une école officielle à cycle complet.
Au début des années 2010, Eschiambor comptait toujours une école primaire publique (partiellement délabrée), ainsi qu'un foyer communautaire et un forage hydraulique (non fonctionnel).